# Liga ABA
Liga ABA, tudi Jadranska liga, je mednarodna košarkarska klubska liga, ki združuje najboljše košarkarske klube Bosne in Hercegovine, Črne gore, Makedonije, Slovenije, Srbije in Hrvaške.
Liga obstaja vzporedno z domačimi prvenstvi vseh držav. Vsa moštva, ki sodelujejo v Ligi ABA, sodelujejo v državnih prvenstvih svojih držav, toda v nekaterih državah se prvenstvu priključijo šele v zaključnem delu. Tekme organizira Adriatic Basketball Association, ki je polnopravni član ULEB-a in član z volilno pravico Evrolige, tako da je ta liga nekakšna lokalna verzija vseevropske Evrolige v kateri mnogi klubi iz Lige ABA tudi igrajo. 
Do leta 2014 se je finale igralo na zmago v eni tekmi, od 2015 dalje pa na tri dobljene tekme. 
Med letoma 2007 in 2011 je beograjski Partizan osvojil rekordnih pet zaporednih naslovov prvaka.
Leta 2017 je beograjska Crvena zvezda osvojila tretji zaporedni naslov prvaka.

## Zmagovalci
| Sezona    | Prvaki              | Podprvaki           | Rezultat finala | Mesto finala                 |
| --------- | ------------------- | ------------------- | --------------- | ---------------------------- |
| 2001-2002 | Union Olimpija      | Krka Telekom        | 73:59           | Ljubljana                    |
| 2002-2003 | Zadar               | Maccabi Tel Aviv    | 91:88           | Ljubljana                    |
| 2003-2004 | Reflex              | Cibona VIP          | 71:70           | Zagreb                       |
| 2004-2005 | Hemofarm            | Partizan PMB        | 89:76           | Beograd                      |
| 2005-2006 | FMP Železnik        | KK Partizan Beograd | 73:72           | Sarajevo                     |
| 2006-2007 | KK Partizan Beograd | FMP Železnik        | 85:83           | Zagreb in Beograd            |
| 2007-2008 | KK Partizan Beograd | KK Hemofarm Vršac   | 69:51           | Ljubljana                    |
| 2008-2009 | KK Partizan Beograd | KK Cibona           | 63:49           | Beograd                      |
| 2009-2010 | KK Partizan Beograd | KK Cibona           | 75:74           | Zagreb                       |
| 2010-2011 | KK Partizan Beograd | Union Olimpija      | 77:74           | Ljubljana                    |
| 2011-2012 | Maccabi Electra     | KK Cedevita         | 87:77           | Tel Aviv                     |
| 2012-2013 | KK Partizan Beograd | KK Crvena zvezda    | 71:63           | Laktaši                      |
| 2013-2014 | KK Cibona           | KK Cedevita         | 72:59           | Beograd                      |
| 2014-2015 | KK Crvena zvezda    | KK Cedevita         | 3:1 v zmagah    | Beograd in Zagreb            |
| 2015-2016 | KK Crvena zvezda    | KK Mega Leks        | 3:0 v zmagah    | Beograd in Sremska Mitrovica |
| 2016-2017 | KK Crvena zvezda    | KK Cedevita         | 3:0 v zmagah    | Zagreb in Beograd            |
| 2017-2018 | KK Budućnost VOLI   | KK Crvena zvezda    | 3:1 v zmagah    | Beograd in Podgorica         |
| 2022-2023 | KK Partizan         | KK Crvena Zvijezda  | 3:2 v zmagah    | Beograd in Beograd           |